# Antonio Duvergé
Antonio Duvergé Duval (1807--11 de abril de 1855), fue un general dominicano, considerado como una de las figuras más relevantes durante la Independencia de la República Dominicana. Es primordialmente recordado tanto por las batallas que comandó en dicha gesta como por la enemistad que suscitaba al general y posteriormente presidente Pedro Santana, quien fue el encargado propiciar la junta militar que  posteriormente lo sentenció a muerte junto a su hijo Alcides en 1855.
Su más famosa participación tuvo lugar en la batalla de Azua, donde irónicamente combatió al lado de Santana por primera vez. En este conflicto, constituían de un grupo con aproximadamente 2500 soldados dominicanos, mayoritariamente compuestos de campesinos empleados y vecinos de P. Santana y otros terratenientes quienes los armaron, vistieron y entrenaron  con machetes y espadas, reclutados para enfrentar al ejército haitiano. Una parte del ejército del sur, estaba dirigido por el general Pedro Santana, donde derrotaron a 10,000 soldados Haitianos encabezados por el General Souffront.  
Después de ser proclamada la victoria por parte del lado Dominicano, Duvergé , nacido español en Puerto Rico, pasaría a ser conocido nacionalmente como uno de los militares mejor preparados del país en aquel entonces, ganándose apodos como "El centinela de la frontera" o el "Sun Tzu del machete". A Duvergé en la actualidad no solo se le reconoce como parte fundamental para que su nación adoptiva, Dominicana, obtuviese su libertad, sino como representante en carne y hueso del deseo de justicia universal sin ataduras relacionadas al origen étnico y social de un individuo.

## Origen familiar

Escudo nobiliario de la familia du Vergier de La Rochejaquelein

"Vergier de La Rochejacquelein" es el nombre de una antigua familia noble francesa, precisamente originaria de Vendée, célebre por su devoción a la Casa de Borbón durante y después de la Revolución Francesa. Su nombre original era du Vergier, derivado de un feudo cerca de Bressuire, en Poitou, y su pedigrí se remonta desde el siglo XIII. En 1505, Guy du Vergier se casó con Renée, heredera de Jacques Lemartin, señor de La Rochejacquelein, cuyo nombre asumió.Su nieto, Louis Duverger, señor de La Rochejacquelein, era un devoto partidario de Enrique II de Francia y resultó gravemente herido en la batalla de Arques.    
Otros miembros de la familia también eran soldados distinguidos, y el señorío fue elevado a condado y marquesado en recompensa por sus servicios.   

### Miembros más notables
- Henri, conde de La Rochejacquelein, quien fue el general más joven de la insurrección realista   Vendée durante la Revolución Francesa. También ha desempeñado como comandante en jefe del Ejército Real y Católico.[2]
- Louis, marqués de La Rochejacquelein, hermano menor de Henri, quien huyó de Francia con su padre después de la toma de la Bastilla. Sirvió en el ejército de Condé y entró al servicio de Inglaterra en América. Regresó a Francia durante el Consulado y en 1801 se casó con la marquesa de Lescure, viuda del amigo de su hermano, el marqués de Lescure, que había sido herido de muerte en Cholet.
- Marie Louise Victoire de Donnissan, marquesa de La Rochejacquelein, esposa de Luis, nació en el Palacio de Versalles el 25 de octubre de 1772, pertenecía a una familia de la corte y era ahijada de Madame Victoire, hija de Luis XV. A los diecisiete años se casó con el marqués de Lescure, a quien acompañó durante la revuelta de Vendée. Después de su muerte, vivió varias aventuras registradas en sus memorias, publicadas por primera vez en Burdeos en 1815. Son de gran interés y ofrecen un cuadro notable de la guerra y la suerte de los realistas. Salvó gran parte de sus bienes y de los de su primer marido, cuando se adoptó una política conciliadora. Después de su segundo matrimonio con el primo de su primer marido, vivió con su nuevo marido en sus propiedades. Allí, ambos rechazaron todas las ofertas para servir en cualquier cargo bajo Napoleón. En 1814, participaron activamente en el movimiento realista de Burdeos y sus alrededores. Para 1815, el marqués intentó provocar otro levantamiento vendeno para Luis XVIII y fue fusilado en una escaramuza con las fuerzas de Napoleón en el Pont des Marthes el 4 de junio de 1815. La marquesa murió en Orleans en 1857.[2]
- Henri Auguste Georges, marqués de La Rochejacquelein, hijo mayor de Louis y Marie Louise Victoire, nació en Château Citran en Gironda el 28 de septiembre de 1805, se educó como soldado, sirvió en España en 1822 y como voluntario en la Guerra Ruso-Turca, 1828-1829. Durante el reinado de Luis Felipe se adhirió a las políticas legitimistas de su familia, pero se reconcilió con el gobierno de Napoleón III y fue conocido principalmente como orador clerical y filántropo. Murió el 7 de enero de 1867.
- Julien Marie Gaston, marqués de La Rochejacquelein, hijo y sucesor de Henri Auguste Georges, nació en Chartres el 27 de marzo de 1833, fue un activo diputado legitimista en la Asamblea elegida al final de la guerra alemana de 1870-1871. También fue un fuerte oponente de Adolphe Thiers y continuó disputando distritos electorales como legitimista con diferentes fortunas hasta su muerte en 1897.[2]

### Migración al Caribe
Uno de sus integrantes, Alexandre (Alejandro) du Vergier, era nieto de René Louis du Vergier de La Rochejaquelein, quien a su vez era tataranieto de Guy du Vergier. Junto con su primo Henri Louis Auguste, huyó al extranjero al comienzo de la Revolución Francesa. El destino final de ambos fue la isla española, que en aquel entonces se encontraba dividida entre dos colonias, con la parte occidental estando bajo control francés y la oriental bajo control español. Saint Domingue, representando la parte occidental de la isla, no solo era la colonia más prospera y rica que poseía Francia, sino que figuraba entre las reconocidas del mundo. Por tales razones, era más que evidente cual iba a ser el refugio indicado y posteriormente su próximo hogar. Alejandro así construyó una vida prospera en Saint Domingue. Se sabe que en algún punto estuvo atado a una relación sentimental con una mujer de color, con la cual hasta donde se conoce tuvo un hijo, sin embargo aun no se ha recolectado información con exactitud sobre cual era su nombre o a que se dedicaba. De Alejandro también se sabe que fue un suboficial que luchó del lado francés durante la revolución haitiana en contra de Toussaint Louverture.
Según anota Joaquín Balaguer en su libro "El Centinela de la Frontera", al parecer el abuelo del general Antonio Duvergé fue el responsable de ordenar a un joven soldado del 15.º Regimiento y de apellido Garat, a disparar contra Dessalines cuando el Emperador, el 17 de octubre de 1806, rodó de su caballo víctima de la emboscada que puso fin a su reinado. Debido a los hijos que tuvo y las migraciones en las que se vieron envueltos a lo largo del tiempo, se podría decir que ha sido uno de los fundadores de tal estirpe, al menos en las Américas, donde aun se puede encontrar personas que portan su apellido en varias partes del Caribe.

### Antepasados recientes
|  |                                                                        |  |  |  |  |  |  |  |  |  |  |  |  |  |  |  |
|  | René Louis du Vergier de La Rochejaquelein Francia                     |  |  |  |  |  |  |  |  |  |  |  |  |  |  |  |
|  |                                                                        |  |  |  |  |  |  |  |  |  |  |  |  |  |  |  |
|  |                                                                        |  |  |  |  |  |  |  |  |  |  |  |  |  |  |  |
|  | Louis du Vergier de La Rochejaquelein Francia                          |  |  |  |  |  |  |  |  |  |  |  |  |  |  |  |
|  |                                                                        |  |  |  |  |  |  |  |  |  |  |  |  |  |  |  |
|  |                                                                        |  |  |  |  |  |  |  |  |  |  |  |  |  |  |  |
|  | Alexandre du Vergier Francia                                           |  |  |  |  |  |  |  |  |  |  |  |  |  |  |  |
|  |                                                                        |  |  |  |  |  |  |  |  |  |  |  |  |  |  |  |
|  |                                                                        |  |  |  |  |  |  |  |  |  |  |  |  |  |  |  |
|  | Josef Duverger Mirebalais, (actualmente, Haití)                        |  |  |  |  |  |  |  |  |  |  |  |  |  |  |  |
|  |                                                                        |  |  |  |  |  |  |  |  |  |  |  |  |  |  |  |
|  |                                                                        |  |  |  |  |  |  |  |  |  |  |  |  |  |  |  |
|  | Antonio Duvergé Duval (1807-1855) Mayagüez, (actualmente, Puerto Rico) |  |  |  |  |  |  |  |  |  |  |  |  |  |  |  |
|  |                                                                        |  |  |  |  |  |  |  |  |  |  |  |  |  |  |  |
|  |                                                                        |  |  |  |  |  |  |  |  |  |  |  |  |  |  |  |
|  | Marie Duval Croix-des-Bouquets, (actualmente, Haití)                   |  |  |  |  |  |  |  |  |  |  |  |  |  |  |  |
|  |                                                                        |  |  |  |  |  |  |  |  |  |  |  |  |  |  |  |
|  |                                                                        |  |  |  |  |  |  |  |  |  |  |  |  |  |  |  |

## Primeros años

### Últimos años de la colonia francesa

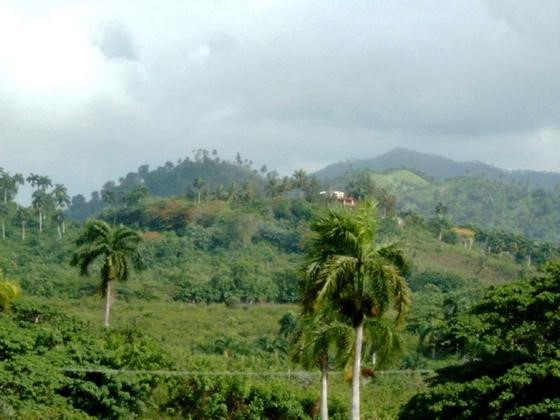
San Cristóbal fue muy importante en la mayor parte de la vida del general

Sus padres, Josef (José) Duvergé quien era hijo de Alejandro Duvergé, y Marie (María) Duval, eran criollos mulatos de la colonia francesa de Saint Domingue, probablemente de posición económica desahogada, radicados en Mirebalais, localidad de la zona central no lejana de la frontera. Al igual que tantos otros propietarios, se vieron obligados a emigrar desde Saint Domingue a territorio dominicano (en esa época, "el Santo Domingo Español"), por haberse solidarizado con las posiciones del sector mulato de "viejos libres" que confrontó el ascenso de los jefes de los esclavos liberados. Debido a esto, los padres del héroe se consideraban como ciudadanos franceses en vez de haitianos, por lo tanto, refractarios al establecimiento de un estado independiente y encima gobernado por ex- esclavos negros.
Es probable que, al igual que otros mulatos emigrados, proyectasen desde muy pronto radicarse de manera permanente en Santo Domingo. Sin embargo, se vieron forzados a trasladarse a Puerto Rico poco después, al igual que muchos dominicanos y refugiados de la colonia francesa, a fin de protegerse de los insurgentes haitianos. En 1807, año de nacimiento de Antonio, sus padres tenían cierto tiempo residiendo en Tortuguero, localidad próxima a Mayagüez. José Duvergé se ganaba la vida en un ingenio azucarero situado cerca de una zona boscosa. Sus faenas lo obligaban a permanecer en el monte, y ahí se hallaba cuando su esposa dio a luz. De ahí vino el apodo de "Bois", pronunciado en castellano como "Buá" (bosque en francés), con el que Duvergé pasó a ser designado por sus conocidos. La posición de sus padres en Puerto Rico no debía ser desahogada, por lo que, al igual que miles de dominicanos emigrados, decidieron retornar a Santo Domingo tan pronto desapareció la amenaza bélica, a raíz de la división de Haití en dos Estados.
Es poco lo que se sabe acerca del discurrir ulterior de la familia. Durante la primera década de vida en territorio dominicano, los Duvergé se establecieron en El Seibo, donde sobrellevaban una existencia llena de privaciones. Hacia 1818 se trasladaron a San Cristóbal, tal vez aprovechando que tenían parientes radicados allí. La formación del héroe se vinculó al espacio de San Cristóbal y zonas aledañas. Durante esos años José Duvergé siguió dedicado a labores agrícolas, pero pudo ahorrar una pequeña suma de dinero que le permitió dedicarse al negocio del corte de maderas preciosas, con lo que su situación mejoró. Llegado al país con menos de dos años, Duvergé se integró al medio como un dominicano más, sin que lo estorbase el origen de sus padres. Síntoma de esa asociación fue el cambio del apellido original, Duverger al Duverge que actualmente se conoce en territorio dominicano. Duvergé decidió permanecer en el terruño tras la implantación del dominio haitiano en 1822. Los traumas familiares no vencieron su determinación de seguir residiendo en el país, a lo que se debió agregarse la forma pacífica con que se estableció el dominio de Jean Pierre Boyer. De todas maneras, es probable que el origen familiar de alguna manera contribuyera a su irreductible compenetración con lo dominicano. Se cuenta que José Duvergé inoculó a su hijo aversión al dominio haitiano, como expresión de las experiencias traumáticas que había pasado por pertenecer al sector mulato. Pero, esto no significo que Antonio Duvergé se situara, respecto al ordenamiento en Haití, desde la óptica de los antiguos propietarios franceses. Más bien elaboró conceptos acordes con su ubicación como nuevo dominicano.

Así se demuestra en la proclama que dirigió a los Haitianos el 18 de diciembre de 1848, en la respuesta a la que días antes había enviado el presidente Faustine Soulouque a los dominicanos. Es un documento en el que hace contraste los ordenamientos político-sociales de los dos países. Del lado dominicano Duvergé  destacó una solidaridad nacional efectiva y fructífera:
"Vuestro Gobierno nos recuerda por medio de su proclama que la sangre africana circula por nuestras venas, ¿Y quién de nosotros lo ha dudado? Echad una ojeada sobre todos nuestros empleados civiles y militares de toda categoría, los veréis indistintamente matizados por los diversos colores que produce la naturaleza humana, y distinguiréis una sola escala para ascender a los puestos más elevados de la República, la virtud."

## Casamiento con Rosa Montas
Un capítulo interesante de la existencia de Duvergé fue su matrimonio, en 1831, con la también mulata, María Rosa Montás, nacida en  Mirebalais y cuyo padre, el haitiano Juan Claudio (Duson) Clebride fue juez de paz de la común de San Cristóbal para el 1828. A pesar de compartir un origen ciertamente común con el de Duvergé, con la diferencia de que la familia de Rosa si le fue leal al régimen haitiano, esto no presentó ningún tipo de atadura para que Rosa apoyase en todo momento a su esposo y su contribuir con el proceso independentista. Con esta también tuvo siete hijos siendo estos: Isabel, María Loreto, Policarpio, Alcides, José Daniel, Nicanor y Tomás. 

### Corte de madera
Se sabe que Duvergé, Independizado del padre, desde joven se dedicó al corte de caoba y otras maderas preciosas, la principal actividad económica en la época. El corte de madera era emprendido generalmente por los antiguos dueños de hatos de ganado y por una categoría de lo que hoy se designa como clase media, situada entre los grandes comerciantes del puerto y el campesinado. Gran parte del liderazgo político y militar de la independencia y la acción política de las décadas posteriores obtenía su sustento material de la actividad maderera. Esta requería de pericias vinculadas al medio rural. El empresario de un corte de maderas debía bregar con trabajadores rudos en soledades agrestes y estaba sujeto a riesgos económicos considerables. De hecho, la actividad dejaba márgenes reducidos de beneficios, los necesarios para la subsistencia de la familia.
La formación de las habilidades guerreras de Duvergé no debió ser ajena a su prolongada ocupación como cortador de maderas. Se vio obligado a realizar frecuentes recorridos por la región sur, lo que le permitió un profundo conocimiento de la gente y la geografía, que llegaba a los límites fronterizos. Su actitud como guerrero estuvo relacionado al medio donde libró todas las batallas, a su gente, pueblos, ríos, montañas y quebradas, que conocía como la palma de su mano.

## Vida militar

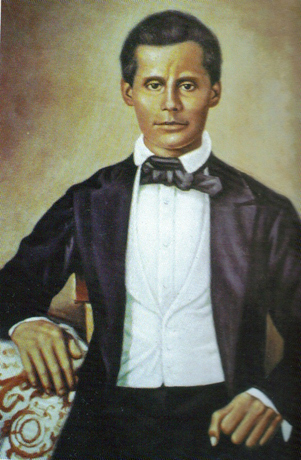
Francisco del Rosario Sánchez, segundo padre de la patria y amigo personal de Duvergé

Duvergé se une al ejército haitiano mas no voluntariamente si no como recluta. Tampoco se distinguió tanto como hombre de armas. Su papel como militar más bien debe atribuirse a su relativa prestancia social como pequeño empresario maderero y a las habilidades adquiridas en los años de dura labor en los montes. Aun con esas posibles carencias, su vínculo con la conspiración que llevó a la proclamación de la República en 1844 se hizo desde un ángulo militar. Los núcleos de conspiradores le asignaron la misión de asegurar que el pronunciamiento fuera apoyado en la zona al oeste de San Cristóbal. Para tal fin se asoció con figuras prestigiosas que pasaron a formar parte de los cuerpos armados improvisados del naciente Estado. Tan comprometido se encontraba Duvergé en los aprestos que, el 28 de febrero, se presentó ante las murallas de la ciudad con el fin de recibir instrucciones directas de los jefes del movimiento respecto a cómo enfrentar la oposición de Buenaventura Báez a la ruptura con Haití. 
Tras conferenciar con Francisco del Rosario Sánchez, tomó el camino de retorno hacia Azua. Pasó de largo por San Cristóbal, donde otros se encargaron de hacer los arreglos tendentes a la organización del nuevo orden, pero se detuvo en Baní para colaborar con Joaquín Objío en el pronunciamiento del final del dominio haitiano. No tardó en continuar hacia Azua, presionado por preparar el dispositivo defensivo frente a una previsible embestida haitiana. Al llegar, recorrió las calles de la ciudad incitando a los moradores a tomar las armas. Pasó a ser "el jefe natural" del incipiente ordenamiento nacional desde Azua hacia el oeste.
Sus labores se facilitaron por la existencia de un estado de opinión ampliamente compartido que llevó a que la disposición al combate fuese asumida por una porción considerable de la población masculina adulta. Durante los días subsiguientes, logró montar una línea defensiva en Azua, localidad de crítica importancia militar, tanto por ser la principal ciudad del sur como porque en ella se bifurcaban las dos rutas que unían la ciudad de Santo Domingo con Haití. Era previsible, como en efecto sucedió, que en ese punto convergieran dios cuerpos del ejército haitiano. Duvergé calibró la conveniencia de concentrar las fuerzas y no avanzar hacia la frontera. Si bien había dispuesto medidas para la organización de tropas en las localidades próximas a esa zona, su sagacidad le indicó que en ese momento no había posibilidad alguna de impedir que el enemigo llegara hasta Azua.

### Inicio de la Guerra
Los primeros hechos de armas se produjeron en los alrededores del lago Enriquillo. Las avanzadas haitianas encontraron, en la Fuente del Rodeo, la oposición de las escasas tropas dominicanas comandadas por Fernando Tavera, quien logró una frágil victoria. Después los dominicanos sufrieron derrotas sucesivas desde las Cabezas de las Marías y tuvieron que replegarse. La tropa acantonada en Azua estaba a la espera de la inminente llegada del ejército haitiano. Desde que llegó a la zona, poco antes de la batalla de Azua del 19 de marzo, Pedro Santana tomó el mando de las operaciones como general en jefe del Cuerpo Expedicionario del Sur. Traía centenares de hombres provenientes de El Seibo, quienes mostraban habilidad guerrera. Al disponer el orden de la tropa, Santana designó un estado mayor y un escalafón de mando, asignándole a Duvergé tareas relevantes con el grado de coronel. Lo acompañaban comandantes llamados a tener protagonismo en los hechos bélicos ulteriores, como los coroneles Manuel Mora y Feliciano Martínez.
Como jefe del conjunto de la tropa en Azua, Santana pudo aquilatar la eficiencia con que se desenvolvió Duvergé, tanto en ocasión de los preparativos como en el mismo trajín del combate, el 19 de marzo, donde ocupó la posición más difícil de la vanguardia, y que consistió esencialmente en un rechazo sorpresivo de la marcha de la avanzada del ejército haitiano. De acuerdo con los relatos, Duvergé dirigió el contingente situado en El Burro, donde su desempeño logró parar en seco la marcha de sus rivales. El asalto masivo con arma blanca por él encabezado contribuyó decisivamente al desenlace favorable a los dominicanos. Uno de sus amigos más íntimos, Francisco Soñé, posiblemente fue la segunda persona que más se distinguió en el combe, al dirigir una de las piezas de artillería que detuvieron el avance enemigo.

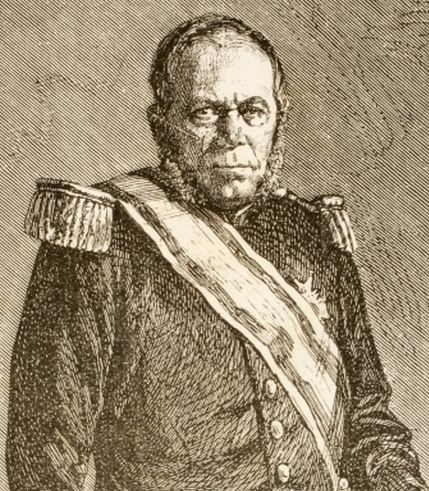
Ilustración de Pedro Santana

A las pocas horas de librado ese encuentro, Santana dispuso la retirada en dirección a Baní, aduciendo una desventaja numérica respecto a los efectivos del enemigo. No hay indicaciones de que ninguno de sus subordinados, incluido Duvergé, discreparan con la decisión, aunque era inconveniente, por cuanto se había infligido un revés al ejército haitiano. Tuvieron que pasar dos días para que el presidente Charles Hérard, en su campamento a escasos kilómetros, recibiera la información de que Azua había sido evacuada y ordenara ocuparla. Por otra parte, que Hérard decidiera no avanzar más allá de los terrenos abandonados por los dominicanos, en lo que incidían el temor a sufrir una nueva derrota y la conciencia de que a su espaldas pululaban las conspiraciones para derrocarlo. A pesar de la parálisis que inutilizaba al ejército haitiano, Santana decidió no moverse, actitud motivada tanto por consideraciones militares como de cálculo político, para despejar el camino a una intervención francesa.
Sin embargo, se vio obligado a variar su inmovilismo cuando recibió noticias de que el ejército enemigo perseguía envolver sus posiciones desde el norte, tras el fracaso por el camino costero, sometido a fuego desde varias goletas mercantes dominicanas que fueron artilladas. Hérard dispuso que una tropa atacara El Maniel (hoy San José de Ocoa), y Sagrana desplegó un contingente para enfrentarla, a cuyo frente designó a Duvergé. En El Memiso, quebrada de las estribaciones bajas de la sierra, posiblemente el 30 de abril, los dominicanos detuvieron el avance haitiano. Fue una ocasión donde se puso de relieve la pericia de Duvergé cuando aprovechó los accidentes del terreno para esperar a los haitianos en riscos desde los cuales se les lanzaban piedras de gran tamaño. El triunfo de El Memiso ratificó que los dominicanos tenían aptitud para vencer, contrariamente a los temores de Santana, quien llegó a suponer que se había sufrido una derrota. A Santana, carente de fe en la independencia nacional e imbuido de rígidos criterios conservadores, le interesaba únicamente ganar tiempo con el fin de que la Junta Gubernativa obtuviera el protectorado de Francia.

### Ascenso
Cuando Santana tomó la presidencia de la Junta Central Gubernativa, a mediados de julio, designó a Duvergé como jefe del Frente Expedicionario del Sur con el grado de geheral de brigada. El cuartel general de dicho cuerpo se estableció en Las Matas de Farfán, desde donde atendía la amplia porción central de la frontera. En los meses siguientes sobresalió la acción sobre Cachimán, un fuerte construido por los haitianos en territorio dominicano, entre Bánica y Las Caobas.
Al recuperar terreno, las tropas dominicanas todavía no habían logrado tomar el control sobre todas las zonas otrora pertenecientes a la colonia española de acuerdo con el Tratado de Aranjuez de 1777. Tras la salida de las tropas de Hérard, el bolsón de Hincha y otras poblaciones no habían sido recuperadas, de seguro a causa de haberse establecido una numerosa población haitiana, ya mayoritaria. No era el caso de otras comarcas, como la próxima a Cachimán, poco poblada, lo que determinó que el fuerte fuera tomado por primera vez en la primera semana de diciembre de 1844, con lo que se culminó la campaña iniciada meses atrás. 
El ejército haitiano se negó a reconocer la presencia dominicana en Cachimán, por lo que se tornó en punto álgido de la disputa y en sus alrededores se libraron continuos enfrentamientos. Desde su cuartel general en Las Matas de Farfán, Duvergé dirigía a los subordinados que defendían la simbólica avanzada de la soberanía dominicana.
La situación se agravó cuando ascendió a la presidencia de Haití el general Louis Pierrot, quien se propuso retomar una línea ofensiva contra los dominicanos. En mayo de 1845 el presidente haitiano ordenó una movilización general y la invasión del territorio dominicano. Con antelación al plan de incursión masiva, el ejército haitiano desplegó asaltos restringidos, en uno de los cuales logró desalojar a los dominicanos de Cachimán, visto como la llave para la fase siguiente de ofensiva sobre la frontera meridional. Duvergé reunió tropas y dirigió la acometida que logró por segunda vez expulsar a los haitianos del fuerte.
Aprovechando el efecto moral de este triunfo, en los días siguientes dispuso un avance sobre los territorios dominicanos aún controlados por los haitianos, esfuerzo que se reveló infructuoso. La respuesta haitiana no se hizo esperar, como parte de la decisión de Pierrot de aplastar la independencia dominicana. Tomaron parte en ella los principales generales del país vecino: Thelemaque, Toussaint y Morissette. Entre julio y septiembre de 1845, el ejército dominicano, encabezado por Duvergé, efectuó maniobras hasta que logró de nuevo hacerse del control sobre Las Matas de Farfán y restringir la guerra a la zona fronteriza. El gobierno envió a Joaquín Puello, ministro de Interior y Policía, para que colaborara con Duvergé. Tras diversos movimientos de tropas, el general Puello libró combate en La Estrelleta, sabana cerca del río Matayaya, donde infligió una derrota sin precedentes al ejército haitiano. No fue necesario que llegara el cuerpo comandado por Duvergé. De todas maneras, las maniobras del otro contingente resultaron esenciales para que Puello alcanzara un rotundo triunfo. Este hecho determinó que se derrumbaran los planes de Pierrot, quien fue derrocado de la presidencia.
Tras concluirse en La Estrelleta la campaña de 1845, Duvergé fue ascendido a general de división y designado jefe político de la provincia de Azua. Trasladó su cuartel general a San Juan de la Maguana y delegó el cuidado de la frontera en Valentín Alcántara, su principal subordinado. Aunque no tenía pretensión inmediata de recuperar los territorios dominicanos bajo control de Haití, durante los años siguientes Duvergé se mantuvo en alerta constante. Cada cierto tiempo ordenaba incursiones restringidas, entre otras cosas para estorbar la acción de los "maroteros", quienes realizaban depredaciones a ambos lados de la frontera.
En la Batalla de El Número Duvergé, encontró una fuerza que excedía en número a las tropas dominicanas con 15.000 soldados del ejército haitiano dirigidos por el general Jean Francois Jeannot, enviados por el emperador Faustino I de Haití (Faustin Soulouque) a reconquistar el oeste De la Española. También se le conoció como el Padre de la estrategia ofensiva dominicana del año 1845. 

## Juicio militar
Tras la campaña de 1849, Duvergé fue sometido, encarcelado junto con otros oficiales, a un juicio militar. Resultó absuelto, pero cada vez eran más claros los conflictos entre él y Pedro Santana. Luego de esto Antonio Duvergé fue confinado en El Seibo, alejado del sur donde había sido el héroe de muchas batallas y donde tenía sus modestas posiciones agrícolas. En 1853 volvió al poder el general Pedro Santana y el presidente saliente Buenaventura Báez se exilio en Saint Thomas, donde comenzó a alentar la rebelión contra el gobierno de Santana. Dando frutos aquellos alientos de Báez, se articula la primera conspiración contra Santana. Los conspiradores buscaron ayuda en las figuras de Antonio Duvergé y Francisco del Rosario Sánchez quienes se asociaron al movimiento. Pero el plan fue revelado y Duvergé apresado y entregado a la recién constituida comisión militar de El Seibo.

## Muerte
Duvergé llevó una vida tranquila durante su confinamiento en El Seibo, dedicado a sus actividades de subsistencia. No obstante, cuando Santana retornó a la presidencia en 1853 tomó conciencia de que sería su víctima en la primera ocasión propicia. El paso más importante que dio Santana al inicio de su tercera administración fue denunciar a su otrora protegido, Buenaventura Báez, como un traidor, disponiendo su arresto y deportación. El había captado que Báez, mientras se encontraba en la presidencia, trató de socavar su ascendiente. Santana no pudo evitar que se manifestara el carácter retrógrado de su régimen y que mellara parte considerable de su prestigio. Paulatinamente los partidarios de Báez se fueron movilizando para traerlo de nuevo al poder. Desde el exterior, los bailistas deportados se aprestaban para efectuar una expedición armada. Tal vez la más importante de las conspiraciones fue la dirigida por Pedro Eugenio Pelletier, uno de los franceses con experiencia militar que había hecho carrera en el país. El propósito del intento consistía en suscitar un pronunciamiento en la ciudad de Santo Domingo que diera inicio a una insurrección. Muchas personas se encontraban comprometidas, como Pedro Ramón de Mena y Francisco del Rosario Sánchez, pese a que este se encontraba bajo vigilancia. Una delación impidió el éxito y los principales conspiradores fueron capturados, mientras otros lograron escapar del país.
Una de las ramas de la conjura se había extendido hasta El Seibo, y Duvergé tomó parte en ella. Esta actitud, que rompía con su rechazo de la actividad política, se explica por el hecho de que su posición personal se había tornado vulnerable tras el retorno de Santana a la presidencia en 1853. Temía que en cualquier momento su enemigo lo hiciera asesinar. Es probable, de todas maneras, que a la luz de su experiencia, considerara necesario derrocar a la autocracia, y por tanto decidiera solidarizarse con Báez, quien era objeto de apoyo por parte de iodos los sectores que cuestionaban a Santana. Las autoridades recibieron confidencias y dispusieron el arresto de Duvergé junto a sus hijos y otros conspiradores. De acuerdo con García Lluberes, "[...] el eterno Caín, quien lo asechaba sin descanso, encontró el pretexto que necesitaba para descargar sobre él su ira fratricida[...J". Duvergé eludió el arresto después que recibió la notificación y procedió a ocultarse en los montes de las cercanías. Tras unos días, fue capturado, víctima de una delación, y traducido a un tribunal que lo condenó a muerte. En contraste con el trato que el déspota dio a los conspiradores apresados en Santo Domingo, a los cuales conmutó la pena capital, ratificó la condena de Duvergé y los restantes implicados en El Seibo, incluyendo dos de sus hijos. Tanta inquina le guardaba al antiguo subordinado, que permaneció en El Seibo mientras se celebraba el juicio y hasta que se ejecutó la condena. El odio de Santana llegó a límites insospechados: Daniel Duvergé, uno de los hijos de Duvergé, menor de edad, debía ser mantenido en prisión hasta llegar a la mayoría de edad, cuando sería fusilado, pero se salvo. Los otros dos hijos del prócer, niños de nueve y 11 años, fueron condenados a confinamiento en Samaná.
El 11 de abril de 1855 Duvergé y su hijo Alcides fueron conducidos al cementerio de El Seibo para ser pasados por las armas. Los acompañaron al cadalso el comandante Juan María Albert, el trinitario Tomás de la Concha y el español Pedro José Dalmau. Como último deseo, Duvergé solicitó al jefe del piquete que su hijo fuera fusilado primero a fin de ahorrarle la pena de ver caer a su padre. Él, valiente a toda prueba, no pudo contener las lágrimas al ver a su hijo acribillado. Después de ser fusilado tanto Duvergé como su Alcides, Santana se puso a contemplar impertérrito los cadáveres, pero cuando llegó frente al de Duvergé, como quien presintiendo que aun muerto, no podría disminuir su gloria de guerrero, se apeó de su caballo y, ante las miradas aterrorizadas de la muchedumbre, comenzó a patear el cadáver con la punta de sus ensangrentadas botas. El fusilamiento de Duvergé se inscribía en la carrera de Santana, siguiendo a los de María Trinidad Sánchez, Andrés Sánchez, Joaquín Puello, Gabino Puello y Aniceto Freites, y continuaría con los de José Contreras y Francisco del Rosario Sánchez y sus 20 compañeros en 1861.  
Sus restos descansan actualmente en el Panteón Nacional ubicado en la Ciudad Colonial de Santo Domingo. Fue uno de los militares más destacados de la historia dominicana a favor de la independencia nacional.

## Fisionomía y carácter

Busto de Antonio Duvergé Duval en el Parque Independencia de Santo Domingo, República Dominicana.

Según sus contemporáneos: 
"Todos sintieron el hechizo que emanaba, como un nimbo heroico, de su recia personalidad y de su instintivo don de mando. La chamarra militar de paño azul caía sobre sus hombros como una piel de león. Los bigotes copiosos y bien cuidados, comunicaban un aire de noble y atractiva severidad a su fisonomía. Los ojos verdes, de un matiz puro y dulce, ocultaban en el fondo un rayo de energía que se precipitaba en el momento de la acción como si sus pupilas destellaran relámpagos. La tez bronceada imprimía a su rostro el aspecto de un casco bruñido por la pólvora de los combates. La estatura épica, el paso firme, el cuerpo enjuto, el ademán rápido y el semblante comunicativo: era un de cuerpo entero, un húsar desde los pies a la cabeza."